# Ludovic Batelli
Ludovic Batelli (Lens, 24 mei 1963) is een Frans voetbalcoach en voormalige doelman. Hij is sinds 2021 trainer van SC Toulon.

## Spelerscarrière
Batelli begon in de jeugd bij Pont-à-Vendin, waarna hij in 1976 naar de jeugdafdeling van RC Lens vertrok. Hij maakte zijn profdebuut echter in 1983 voor Valenciennes FC. Hij speelde er in totaal vier jaar. In 1987 vertrok hij naar La Roche Vendée Football. Na opnieuw vier jaar werd hij in 1991 gecontracteerd door Annecy FC. Aan het eind van zijn carrière speelde hij nog een jaar voor FC Lorient.

## Trainerscarrière
Batelli leerde het trainersvak bij US Saint-Georges-les-Ancizes, waar hij tussen 1995 en 1996 dienstdeed. Hierna vertrok hij naar Valenciennes, waar hij al in zijn spelersloopbaan voor uitkwam. Met Valenciennes won hij het Frans amateurkampioenschap in het seizoen 1997/98. Daarop coachte hij het tweede elftal van Amiens SC voor vijf jaar. Daarna stond hij onder contract bij FC Sète, van december 2005 tot maart 2006. In 2006 werd hij coach van Amiens SC, als vervanger van Alex Dupont, en twee jaar later van Troyes AC. In 2009 keerde hij weer terug bij Amiens. Na vier jaar vertrok hij in 2012 bij Amiens. Pas in 2013 keerde Batelli terug in de trainerswereld. Hij werd coach van het Belgische White Star Woluwe. Hier was hij echter hetzelfde jaar alweer weg. Hierna werd hij bondscoach van Frankrijk onder 20. Sinds 2014 bekleedt hij dezelfde functie bij Frankrijk onder 18.
Na jarenlang voor nationale teams gewerkt te hebben werd Batelli in 2021 opnieuw clubcoach, namelijk bij SC Toulon uit de Championnat National 2.

## Erelijst

### Als manager
Valenciennes
- Championnat de France amateur

1997/98